# Mala Gorica (Petrinja)
Mala Gorica je naselje u Sisačko-moslavačkoj županiji, sjeverno od grada Petrinje u čijem je sastavu administrativno. Na lijevoj je obali rijeke Kupe, odnosno na glavnoj prometnici prema Zagrebu. U Maloj Gorici postoji jedna crkva Sv. Juraja, škola to jest područni razredni odjel osnovne škole Dragutin Tadijanović iz Petrinje, kapelica Gospe Snježne, Langov dom za starije i nemoćne osobe.

## Stanovništvo
| broj stanovnika | 441   | 384   | 399   | 450   | 474   | 485   | 477   | 471   | 446   | 451   | 460   | 455   | 471   | 427   | 531   | 510   | 296   |
|                 | 1857. | 1869. | 1880. | 1890. | 1900. | 1910. | 1921. | 1931. | 1948. | 1953. | 1961. | 1971. | 1981. | 1991. | 2001. | 2011. | 2021. |

## Stanovništvo 1991.
Prema popisu stanovništva iz 1991. mjesto je imalo 427 stanovnika - 420 Hrvata (98,4%), 1 Srbina (0,2%) i 6 ostalih (1,4%).

## Stanovništvo 2001.
Prema popisu iz 2001. Mala Gorica ima 531 stanovnika, od toga 519 Hrvata.
Poštanski broj mjesta je 44250 (Petrinja).

## Zanimljivosti
U Maloj Gorici snimljen je dio prizora za svjetsku filmsku uspješnicu Guslača na krovu.